# Вилорог
Вилоро́г, или вилоро́гая антило́па (лат. Antilocapra americana) — вид копытных млекопитающих из семейства вилороговых. Один из древнейших видов копытных Северной Америки. Единственный современный представитель семейства вилороговых (Antilocapridae), которое в плиоцене и плейстоцене насчитывало не менее 70 видов.

## Происхождение названия
Вилороги получили своё название из-за характерных крючковатых рогов, растущих и у самцов, и у самок, хотя у последних они тоньше и короче — лишь редко бывают длиннее ушей.

## Внешний вид
Стройное животное размером примерно с косулю: длина тела 100—130 см, высота в плечах 80—100 см; масса — 35—60 кг.
У самцов короткие, до 30 см, широкие в основании рога с одним боковым отростком на каждом; у самок рога значительно меньше (5—7 см) и не раздвоены. Рога вилорога, как и рога полорогих (быков, коз, антилоп), представляют собой костные стержни, покрытые роговыми чехлами. Однако вилороги — единственные современные животные, у которых роговые чехлы ежегодно сбрасываются и отрастают вновь. Смена рогов происходит после сезона размножения и занимает более 4 месяцев. Таким образом, вилороги являются как бы промежуточной формой между оленями и полорогими.
Окраска вилорогов палево-коричневатая сверху и светлая снизу, с белым полулунным пятном на горле и белым «зеркалом». У самцов чёрный полуошейник на горле и чёрная «маска». Остевые волосы густые и слегка волнистые, на шее образуют торчащую гриву. Очень развиты у вилорогов пахучие железы (подглазничные, хвостовые и др.)

### Особенности анатомии
Вилороги хорошо приспособлены к быстрому движению благодаря толстой трахее, объемистым легким и большому сердцу, которое быстро гонит по всему телу обогащенную кислородом кровь. У самца вилорога сердце вдвое больше, чем у барана одного с ним веса. Хрящевые подушечки на передних ногах позволяют вилорогу легко бежать по самой каменистой почве.

## Ареал
Населяет степи (прерии) Северной Америки от юго-западной Канады (Альберта, Саскачеван) до севера Мексики (Нижняя Калифорния, Сонора), и от реки Миссури до Скалистых гор.

## Образ жизни и питание

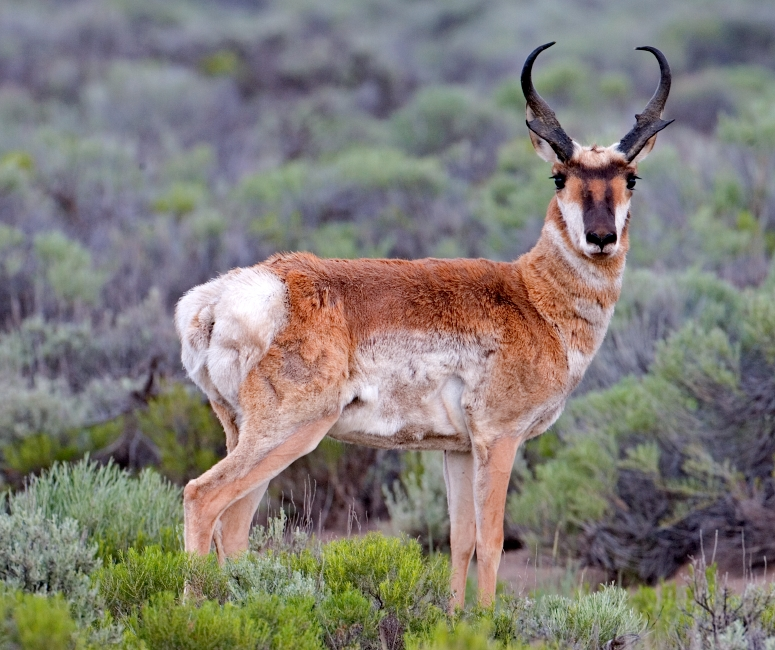

Осенью и зимой вилороги собираются в сотенные стада с вожаком во главе. В зависимости от наличия корма и воды стада совершают миграции. Старые самцы чаще держатся поодиночке. Летом самки и холостые самцы живут небольшими кочующими группами; самцы старше 3 лет занимают участки от 0,23 до 4,34 км² площадью, которые охраняют от других самцов.
Интересна система подачи сигналов оповещения в стаде вилорогов. Когда животное-сторож замечает опасность, оно взъерошивает длинные белые волосы, расположенные вокруг хвоста. Этот пучок волос становится похожим на гигантскую хризантему. Другие животные немедленно повторяют этот сигнал, видимый невооружённым глазом более чем за 4 км, и тревога охватывает все стадо.
Группу вилорогов обычно ведет самка, а самец держится последним, чтобы подгонять отстающих. Это позволяет ещё издали отличить самцов от самок.
Кормом вилорогам служат травянистые растения, включая ядовитые, молодые побеги кустарников и кактусы. Пьют мало. При отсутствии источников в течение нескольких недель могут довольствоваться влагой, содержащейся в растениях. Такая особенность позволяет вилорогам далеко проникать в засушливые районы и пустыни. Пасутся круглосуточно.
Вилорог — второе в мире по скорости бега животное, он уступает только гепарду. Может развивать скорость до 67 км/ч, совершая при этом прыжки 3,5—6 м длиной. Рекорд скорости — 88,5 км/ч. Однако такой темп животное выдерживает не более 5—6 км. Нормальная скорость бега вилорога — 48 км/ч.

## Размножение

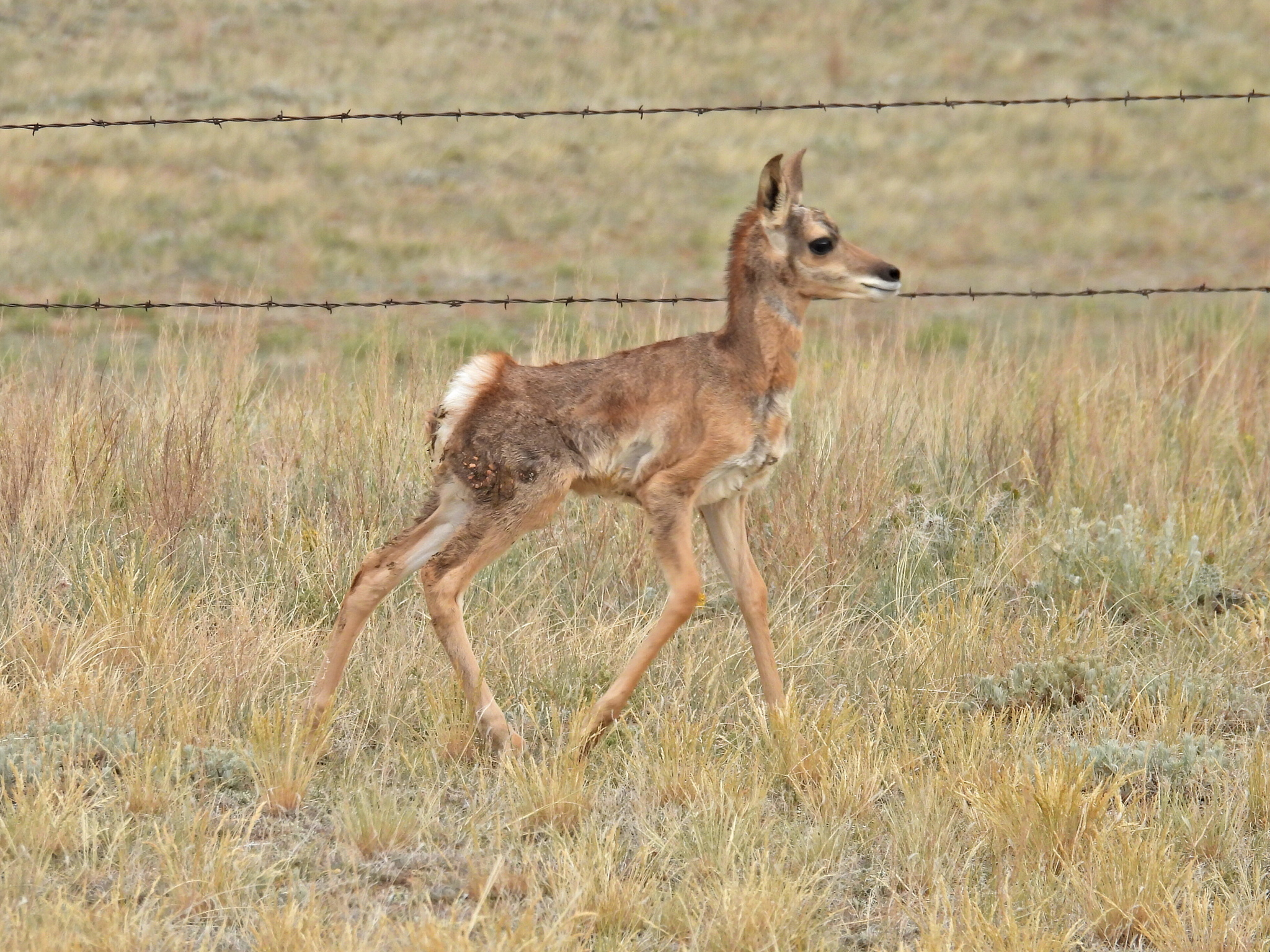
Детеныш вилорога

Вилороги — полигамные животные. Период гона наступает в конце лета и длится около 2 недель. Между самцами в это время происходят жестокие драки. Самцы собирают гарем из 3—4 самок, иногда из 8—15. Беременность продолжается 230—240 дней. У 60 % самок родятся двойни. Новорождённый телёнок имеет массу 2—4 кг и серую окраску. В первые дни лежит, затаившись в траве, но уже через неделю хорошо бегает, через 3 недели начинает есть траву, а в возрасте 3 месяцев почти не отличим от взрослого животного.

## Классификация
Выделяют 5 подвидов вилорога:
- A. americana americana
- A. americana mexicana — Мексиканский вилорог[6]
- A. americana oregona
- A. americana peninsularis — Калифорнийский вилорог[7][6]
- A. americana sonoriensis — Сонорский вилорог[7][6]

## Статус популяции и охрана
Ещё в XIX веке вилорог встречался большими стадами и активно добывался ради мяса и шкуры, но к 1908 году его популяция с многомиллионной сократилась до 20 тысяч голов. В результате охраны и ограничения охоты поголовье было восстановлено до 2—3 млн особей. Основными хищниками являются волки, койоты и рыжие рыси. Длительность жизни вилорогов в природе 5—7, редко 10—12 лет.
Два подвида — калифорнийский (A. a. peninsularis) и сонорский (A. a. sonoriensis) вилороги — занесены в Красную книгу МСОП.